# 1994年の日本競馬
1994年の日本競馬（1994ねんのにほんけいば）では、1994年（平成6年）の日本競馬界についてまとめる。馬齢は旧表記で統一する。
1993年の日本競馬 - 1994年の日本競馬 - 1995年の日本競馬

## 概要

### ナリタブライアンが牡馬クラシック三冠馬に
中央競馬ではナリタブライアンが史上5頭目、戦後4頭目の牡馬クラシック三冠馬となった。同馬は三冠達成後に出走した有馬記念でも優勝し、年間GI4勝を達成した。前年の朝日杯3歳ステークスを制していた同馬は共同通信杯4歳ステークスから始動し、降雪の影響で一日順延となったがお構いなしの完勝。続くスプリングステークスも楽勝して迎えた皐月賞では3馬身半差、1分59秒0のレコードタイムで圧勝。東京優駿では皐月賞に出走できなかったナムラコクオー、エアダブリン、ヤシマソブリンと対決したが、5馬身差の圧勝で単勝オッズ1.2倍の圧倒的な支持に応えた。秋初戦の京都新聞杯では単勝1.0倍の支持を受けながらスターマンの末脚に屈し、2着に敗れた。三冠のかかった菊花賞ではヤシマソブリンに7馬身差、前年に兄ビワハヤヒデが樹立したレコードを破る完勝で、いずれも圧勝しての三冠馬となった。故障して引退した兄ビワハヤヒデをはじめ、ジャパンカップ勝ち馬マーベラスクラウン、ウイニングチケット（引退）、ナリタタイシンといった古馬の強豪が軒並み不在の有馬記念でもヒシアマゾン以下に4馬身差の圧勝で締めくくり、この年の年度代表馬に選出された。

### 武豊が日本の騎手として初の海外G1競走優勝を達成
中央競馬所属の騎手武豊が、9月4日にフランスのムーラン・ド・ロンシャン賞においてスキーパラダイスに騎乗して優勝し、日本の騎手として初の海外G1競走を優勝した。同馬では、京王杯スプリングカップ、安田記念、アスタルテ賞（フランスG2）、ジャック・ル・マロワ賞（フランスG1）、クイーンエリザベス2世ステークス（イギリスG1）、ブリーダーズカップ・マイル（アメリカG1）にも騎乗し、京王杯スプリングカップでは優勝し、アスタルテ賞では2着に入線している。
また、ホワイトマズルにも騎乗して、キングジョージ6世&クイーンエリザベスダイヤモンドステークスでは僅差2着に入線。しかし、期待された凱旋門賞では6着に敗れる。さらに、凱旋門賞の後に行われたG2オペラ賞でエリンバードに騎乗し、1位入線も5着に降着となる苦難も味わう。ホワイトマズルでは引き続きブリーダーズカップ・ターフも騎乗する予定であったが騎乗できず、ブリーダーズカップではマイルのスキーパラダイスとディスタフのエリンバードに騎乗した。

### 外国人騎手への短期免許の交付が始まる
この年から中央競馬の騎手免許制度が一部改正され、外国人騎手への臨時試験制度を整備し、短期免許が交付できるようになった。開放初年度にはリサ・クロップ、アラン・ムンロ、オリビエ・ペリエの3名が取得し、なかでもムンロは府中牝馬ステークスを優勝した。
また6月15日には、地方競馬全国協会は当時日本での免許を持っていなかった道川満彦に短期免許を交付している。

### ビワハヤヒデの活躍と引退
ナリタブライアンと共に中央競馬を盛り上げた立役者は、前年の年度代表馬であるナリタブライアンの半兄・ビワハヤヒデであった。年明け初戦の京都記念を圧勝し、天皇賞・春でも、前年の皐月賞で屈したナリタタイシンの末脚を寄せ付けず、さらに宝塚記念では2200mで初めて2分12秒を破る2分11秒2のレコードで5馬身差の圧勝。秋にはジャパンカップを回避するレースプランを組んで物議を醸したが、初戦のオールカマーでもライバル・ウイニングチケット以下に完勝し、ここまで15戦10勝、2着5回と極めて安定した成績を残す。しかし、天皇賞・秋ではネーハイシーザーの5着に敗れて初めて連（2着以内）を外し、競走中に屈腱炎を発症したため、そのまま引退。弟ナリタブライアンとの兄弟対決はかなわなかった。なお、ライバルのウイニングチケットもやはり天皇賞・秋の競走中に屈腱炎を発症し、引退した。

### ヒシアマゾンの快進撃と4歳牝馬路線
前年の阪神3歳牝馬ステークス勝ち馬ヒシアマゾンは外国産馬でクラシックに出走できないため、春期は「裏街道」を驀進した。年明け初戦の京成杯ではビコーペガサスに敗れて2着に終わったが、クイーンステークス、クリスタルカップ、ニュージーランドトロフィーと3連勝。特にクリスタルカップは残り100mで4馬身あった差を追い込んで、逆に1馬身差をつける驚異の末脚を見せた。ヒシアマゾン不在のクラシックは、桜花賞はオグリローマンが、優駿牝馬はチョウカイキャロルが優勝した。
ヒシアマゾンは秋もクイーンステークス、ローズステークスと連勝し、迎えたエリザベス女王杯ではチョウカイキャロルとの叩き合いをハナ差制し、重賞6連勝で名実ともに4歳最強牝馬となった。さらに有馬記念ではナリタブライアンの2着に入線。

### 京都競馬場の改修
この年、京都競馬場はスタンド一部改修（後のグランドスワン）と馬場の改造工事を行い、例年の第1回～第4回の開催を阪神競馬場に振り替えた。GI天皇賞・春も14年ぶりに阪神競馬場で開催された。阪神競馬場も例年の第1回・第4回の開催は中京競馬場に振り替え、さらに一部の中京競馬場の開催は小倉競馬場に振り替えられた。なお、改修中の京都競馬場でも場外発売は行われていた。改修が竣工した開催の第一週には菊花賞が行われ、ナリタブライアンが三冠を達成した。

## できごと

### 1月 - 3月
- 1月6日 - 中央競馬の東西主競馬場におけるメインレースが相互発売されるようになる[2]。
- 1月15日 - 京都競馬場の平安ステークスが地方競馬招待競走として実施される[2]。
- 1月30日 - 安田記念を連覇し天皇賞・秋を制したヤマニンゼファーの引退式が東京競馬場で行われた。
- 1月30日 - 益田競馬の吉岡牧子が、女性騎手として初の300勝を達成[2]。
- 2月6日 - 1992年の皐月賞、東京優駿の二冠馬、ミホノブルボンの引退式が東京競馬場で行われた。
- 2月16日 - シンザン（当時34歳）が繋養先の谷川牧場で倒れ一時危篤状態になったが、その後回復、危機を脱した。
- 3月12日 - 河内洋（当時39歳）が史上最年少での騎乗10,000回を達成[3]。

### 4月 - 6月
- 4月10日 - 桜花賞をオグリローマンが優勝し、オグリキャップとの兄妹による中央競馬GI制覇を達成。
- 5月28日 - 3回東京3日目のこの日、103880名の来場があり、土曜日の入場人員として中央競馬のレコードとなる。
- 6月18日 - 中京競馬場で第1回アジアウィークが開催され、6か国との交換競走が行われる[3]。
- 6月23日 - リサ・クロップ騎手（ニュージーランド）が外国人騎手への短期免許交付第1号となる[3]。
- 6月19日 - アイネスフウジンの弟になる、双子の競走馬リアルカストールとリアルポルクスの兄弟がデビュー。史上初の双子の兄弟出走となる。

### 7月 - 9月
- 7月23日 - 高知競馬所属のアングロアラブ競走馬バリモスマンナが通算勝利数の日本新記録となる44勝を達成。
- 7月24日 - 新潟競馬第4競走（15頭立て）で1着に最低15番人気のキッポーウイン、2着に14番人気のダイヤモンドナイルが入線し、馬番連勝式馬券の配当が27万1230円を記録する大波乱。
- 7月26日 - 旭川競馬場でナイター競馬が開始される[3]。
- 8月23日 - 函館競馬場にJRAスポーツプラザが完成する[3]。
- 9月4日 - 中央競馬の騎手武豊が、ムーラン・ド・ロンシャン賞を優勝し、日本の騎手として初めて海外G1を優勝した[3]。
- 9月10日 - アラン・ムンロ騎手（イギリス）が短期免許による騎乗を開始。初戦で1着となる。

### 10月 - 12月
- 10月1日 - 中央競馬の全レースが見られるグリーンチャンネルの試験配信が始まる[1]。
- 10月16日 - アラン・ムンロ騎手が府中牝馬ステークスをホッカイセレスの騎乗で制する。短期免許騎手による重賞初勝利となる。
- 10月31日 - スプリンターズステークスの国際化に際して、中山競馬場に国際厩舎が増設される[1]。
- 11月6日 - ナリタブライアンが牡馬クラシック三冠を達成[1]。
- 11月20日 - ノースフライトがマイルチャンピオンシップを優勝し、史上2頭目となる同一年度における安田記念・マイルチャンピオンシップ連覇を達成。
- 12月4日 - 阪神競馬場で行われた第8回ワールドスーパージョッキーズシリーズにおいて、船橋所属の石崎隆之が優勝。地方競馬所属騎手としては初の優勝であった[1]。
- 12月8日 - オリビエ・ペリエが3人目の短期免許取得騎手となる。

### その他
- 種牡馬廃用となっていたステートジャガーが、産駒であるメルシーステージの活躍を受けて種牡馬に復帰した。
- 中央競馬の騎手柴田政人が引退を表明。
- 公営・佐賀所属のチアズファンシーが日本記録となる19連勝を達成。
- 競馬学校を事実上強制退学させられた女性が日本中央競馬会を提訴。

## 競走成績

### 中央競馬・平地GI
- 第54回桜花賞（阪神競馬場・4月10日） 優勝：オグリローマン、騎手：武豊
- 第54回皐月賞（中山競馬場・4月17日） 優勝：ナリタブライアン、騎手：南井克巳
- 第109回天皇賞（春）（阪神競馬場・4月24日） 優勝：ビワハヤヒデ、騎手：岡部幸雄
- 第44回安田記念（東京競馬場・5月15日) 優勝：ノースフライト 騎手：角田晃一
- 第55回優駿牝馬（オークス）（東京競馬場・5月22日)  優勝：チョウカイキャロル、騎手：小島貞博
- 第61回東京優駿（日本ダービー）（東京競馬場・5月29日) 優勝：ナリタブライアン、騎手：南井克巳
- 第35回宝塚記念（阪神競馬場・6月12日) 優勝：ビワハヤヒデ 騎手：岡部幸雄
- 第110回天皇賞（秋）（東京競馬場・10月30日） 優勝：ネーハイシーザー、騎手：塩村克己
- 第55回菊花賞（京都競馬場・11月6日） 優勝：ナリタブライアン、騎手：南井克巳
- 第19回エリザベス女王杯（京都競馬場・11月13日） 優勝：ヒシアマゾン、騎手：中舘英二
- 第11回マイルチャンピオンシップ（京都競馬場・11月20日） 優勝：ノースフライト、騎手：角田晃一
- 第14回ジャパンカップ（東京競馬場・11月27日） 優勝：マーベラスクラウン、騎手：南井克巳
- 第46回阪神3歳牝馬ステークス（阪神競馬場・12月4日） 優勝：ヤマニンパラダイス、騎手：武豊
- 第46回朝日杯3歳ステークス（中山競馬場・12月11日） 優勝：フジキセキ、騎手：角田晃一
- 第28回スプリンターズステークス（中山競馬場・12月18日） 優勝：サクラバクシンオー、騎手：小島太
- 第39回有馬記念（中山・12月25日） 優勝：ナリタブライアン、騎手：南井克巳

### 中央競馬・障害
- 第112回中山大障害（春）（中山競馬場・4月9日）優勝 : ブロードマインド（騎手 : 牧之瀬幸夫）
- 第113回中山大障害（秋）（中山競馬場・12月17日）優勝： ローズムーン（騎手：五十嵐久）

### 地方競馬主要競走
- 第43回川崎記念（川崎競馬場・2月15日）優勝 : サクラハイスピード（騎手 : 佐藤隆）
- 第17回帝王賞（大井競馬場・4月11日）優勝 : スタビライザー（騎手 : 柴田善臣）
- 第40回東京ダービー（大井競馬場・6月10日）優勝 : カネショウゴールド（騎手 : 一ノ瀬亨）
- 第40回全日本アラブ大賞典（大井競馬場・12月20日）優勝 : トチノミネフジ（騎手 : 早田秀治）
- 第40回東京大賞典（大井競馬場・12月23日）優勝 : ドルフィンボーイ（騎手 : 山崎尋美）

## 表彰

### JRA賞
- 年度代表馬・最優秀4歳牡馬　ナリタブライアン（牡4・栗東）
- 最優秀3歳牡馬　フジキセキ
- 最優秀3歳牝馬　ヤマニンパラダイス
- 最優秀4歳牝馬　ヒシアマゾン
- 最優秀5歳以上牡馬　ビワハヤヒデ
- 最優秀5歳以上牝馬　ノースフライト
- 最優秀短距離馬　サクラバクシンオー
- 最優秀父内国産馬　ネーハイシーザー
- 最優秀ダートホース　フジノマッケンオー
- 最優秀障害馬　ブロードマインド
- 最優秀アラブ　該当馬無し
- 最多勝利騎手・最高勝率騎手　武豊
- 最多賞金獲得騎手　岡部幸雄

### NARグランプリ
- 年度代表馬・アラブ系5歳上最優秀馬　トチノミネフジ（牡5・大井）
- サラブレッド系3歳最優秀馬 ヒカリルーファス（牡3・浦和）
- サラブレッド系4歳最優秀馬 ブラッククロス（牡4・岩手）
- サラブレッド系5歳上最優秀馬 トミシノポルンガ（牡6・笠松）
- アラブ系3歳最優秀馬 ホマレショウハイ（牡3・船橋）
- アラブ系4歳最優秀馬 ヘイセイパウエル（牡4・愛知）
- ばんえい最優秀馬 ダイヤキャップ

## リーディング

### リーディングジョッキー
| 分類         | 騎手の氏名 | 勝利数 |
| ------------ | ---------- | ------ |
| 中央競馬     | 武豊       | 134    |
| 地方競馬     |            |        |
| ばんえい競走 |            |        |

### リーディングトレーナー
| 分類         | 騎手の氏名 | 勝利数 |
| ------------ | ---------- | ------ |
| 中央競馬     | 松山康久   | 40     |
| 地方競馬     |            |        |
| ばんえい競走 |            |        |

### リーディングオーナー
| 順位 | 中央競馬                       | 地方競馬 |
| ---- | ------------------------------ | -------- |
| 1    | 社台レースホース               |          |
| 2    | 山路秀則                       |          |
| 3    | 平井豊光                       |          |
| 4    | さくらコマース                 |          |
| 5    | サラブレッドクラブ・ラフィアン |          |
| 6    | 吉田照哉                       |          |
| 7    | 阿部雅一郎                     |          |
| 8    | 松本好雄                       |          |
| 9    | 西山正行                       |          |
| 10   | 松岡正雄                       |          |

### リーディングブリーダー
| 順位 | 中央競馬         | 地方競馬 |
| ---- | ---------------- | -------- |
| 1    | 社台ファーム     |          |
| 2    | 早田牧場新冠支場 |          |
| 3    | 西山牧場         |          |
| 4    | 下河辺牧場       |          |
| 5    | シンボリ牧場     |          |
| 6    | 谷岡牧場         |          |
| 7    | 川上悦夫         |          |
| 8    | 大塚牧場         |          |
| 9    | 谷川牧場         |          |
| 10   | 白井牧場         |          |

### リーディングサイアー
| 順位 | 中央競馬               | 地方競馬           |
| ---- | ---------------------- | ------------------ |
| 1    | トニービン             | パークリージェント |
| 2    | リアルシャダイ         |                    |
| 3    | ノーザンテースト       |                    |
| 4    | ブライアンズタイム     |                    |
| 5    | サクラユタカオー       |                    |
| 6    | シンボリルドルフ       |                    |
| 7    | トウショウボーイ       |                    |
| 8    | ブレイヴェストローマン |                    |
| 9    | モガミ                 |                    |
| 10   | リヴリア               |                    |

### リーディングブルードメアサイアー
| 順位 | 中央競馬           |
| ---- | ------------------ |
| 1    | ノーザンテースト   |
| 2    | テスコボーイ       |
| 3    | トウショウボーイ   |
| 4    | ノーザンダンサー   |
| 5    | マルゼンスキー     |
| 6    | アローエクスプレス |
| 7    | ファバージ         |
| 8    | パーソロン         |
| 9    | ハードツービート   |
| 10   | シルバーシャーク   |

## 誕生
この年に生まれた競走馬は1997年のクラシック世代となる。

### 競走馬
- 2月18日 - クリスザブレイヴ
- 2月20日 - グレースアドマイヤ
- 3月2日 - ランニングゲイル
- 3月13日 - ダイタクヤマト
- 3月15日 - オレンジピール
- 3月18日 - シルクジャスティス
- 3月23日 - タイキシャトル
- 3月24日 - ステイゴールド、ミッドナイトベット
- 3月31日 - シンコウスプレンダ
- 4月3日 - ランフォザドリーム
- 4月4日 - サプライズパワー
- 4月6日 - ゴッドスピード
- 4月7日 - エアガッツ
- 4月8日 - アンブラスモア
- 4月13日 - ブロードアピール、マイネルマックス
- 4月16日 - シーキングザパール
- 4月19日 - キョウエイマーチ、メジロブライト
- 4月20日 - マチカネワラウカド
- 4月21日 - ワシントンカラー
- 4月22日 - キャニオンロマン
- 4月23日 - サニーブライアン
- 4月24日 - マーベラスタイマー
- 4月29日 - オースミジェット
- 4月30日 - スノーエンデバー
- 5月1日 - サイレンススズカ
- 5月5日 - ビッグサンデー
- 5月6日 - メジロドーベル、レイズスズラン
- 5月7日 - メイショウモトナリ
- 5月8日 - テイエムメガトン
- 5月11日 - エリモダンディー
- 5月12日 - ファストフレンド
- 5月14日 - ブラックホーク
- 5月19日 - ポートブライアンズ
- 5月22日 - マチカネフクキタル
- 5月25日 - トキオリアリティー、ビーマイナカヤマ
- 5月30日 - トーヨーレインボー
- 6月6日 - メイセイオペラ
- 6月8日 - ハクホウクン
- 不明 - ワイルドラッシュ

### 人物
- 1月14日 - 西啓太（騎手）
- 1月15日 - 原田和真（騎手）
- 1月29日 - 城戸義政（騎手）
- 5月30日 - 和田翼（旧姓：岩崎）（騎手）
- 12月5日 - 井上敏樹（騎手）

## 死去

### 競走馬
- 3月3日 - ロングエース
- 7月4日 - スティールハート (Steel Heart)
- 7月4日 - ブレイヴェストローマン (Bravest Roman)
- 7月16日 - タケホープ
- 8月20日 - サクラシンゲキ
- 10月20日 - カリブソング
- 10月21日 - サンエイサンキュー
- 10月23日 - タイテエム
- 11月20日 - サンサン (San San)

### 人物
- 1月19日 - 宇田明彦（元騎手・調教師）
- 3月27日 - 本郷重彦（元調教師）
- 4月29日 - 和田共弘（馬主・競走馬生産者）
- 10月8日 - 藤本冨良（元騎手・元調教師）
- 10月16日 - 高本公夫（競馬評論家）
- 11月10日 - 田中良平（調教師）